# Гей-бомба
«Гей-бо́мба» (англ. gay bomb) — неофициальное название химического оружия нелетального действия, возможность создания которого обсуждалась в одной из научно-исследовательских лабораторий Военно-воздушных сил США.
В 1994 году специалисты секретной лаборатории в Дейтоне, штат Огайо, выступили с трёхстраничным докладом, в котором предлагалось создать несколько новых видов химического оружия нелетального действия. Среди них — бомбы, начинённые мощным афродизиаком, которые, будучи сброшены на вражеские войска, должны вызывать сильное сексуальное возбуждение у солдат противника, и, в идеале, стимулировать гомосексуальное поведение.
Категория № 3. Химикаты, которые влияют на поведение людей таким образом, что дисциплина и дух в армии падают. Одним неприятным, но совершенно несмертельным примером будет сильный афродизиак, особенно если он ещё и вызывает гомосексуальное поведение. Другой пример — химикат, заставляющий людей не выносить солнечных лучей.
Информация об этом докладе стала достоянием общественности в конце 2004 года и вызвала скандал в связи с возможным нарушением Соединёнными Штатами международных конвенций о нераспространении химического оружия. Кроме того, возмутились гей-активистские организации, которые были оскорблены предположением, что солдаты-гомосексуалы обладают меньшей боеспособностью. В ответ на все обвинения в «Пентагоне» заявили, что идея разработки подобного оружия не получила развития.
В октябре 2007 года «гей-бомба» получила «Шнобелевскую премию», вручаемую за самые сомнительные достижения в науке и технике. По утверждениям организаторов, никто из приглашённых со стороны американских ВВС на вручение премии не явился.